# Paraphysemacris spinosus
Paraphysemacris spinosus är en insektsart som beskrevs av Vitaly Michailovitsh Dirsh 1963. Paraphysemacris spinosus ingår i släktet Paraphysemacris och familjen Pneumoridae. Inga underarter finns listade i Catalogue of Life.